# SuperSAGE
La technique SuperSAGE est une évolution récente de la technologie d’analyse de l'expression génique en série (SAGE). Comme dans la technique SAGE, une « étiquette » spécifique de chaque gène transcrit est récupérée de l'ADNc. Par séquençage et dénombrement de chaque étiquette, le transcriptome est déterminé, indiquant les gènes effectivement exprimés, ainsi que leur niveau d’expression.

## Principe
Dans la technique SuperSAGE, une nouvelle endonucléase est utilisée. il s'agit maintenant de EcoP15l (du phage P1), une endonucléase de type III, générant des étiquettes d'une longueur de 26pb. La taille de l'étiquette est ainsi augmentée d'au moins 6 paires de bases par rapport aux techniques antérieures SAGE et LongSAGE.

## Avantages
Chaque base supplémentaire de l'étiquette augmente la précision de l'annotation des transcrits, cet accroissement de la taille diminue la possibilité qu'une étiquette soit présente sur deux ARN différent. 
Les nouvelles méthodes de séquençage d'ADN permettent le séquençage direct de millions d'étiquettes,  produisant des analyses de transcriptomes quantitatives et précises.
L'annotation des étiquettes étant plus précise, la méthode superSAGE permet d'améliorer les caractéristiques suivantes. 
1. Identification d'isoformes transcriptionnelles (représentant des variants d’épissage) peuvent être identifiées.
2. Identification de nouveaux gènes exprimés.
3. Identification de microARN
4. Utilisation sur des échantillons complexes, plusieurs organismes
5. Conception d’amorces hautement spécifique pour la PCR (comme 3'-5'-RACE), ou de sondes spécifiques pour le criblage des clones d'une banque d'ADNc, à partir des étiquettes identifiés.